# Bij Lam en Yin
Bij Lam en Yin (en français: Chez Lam et Yin) est un restaurant chinois de Belgique étoilé au Guide Michelin.

## Parcours
Le chef est Lam Yee Lap et l'hôtesse est Yin Pang. Le 22 novembre 2010, une étoile Michelin a été attribuée à Bij Lam et Yin pour 2011.

## Étoiles Michelin
- Depuis 2011

## Gault et Millau
- 14,5/20